# Nilus rubromaculatus
Nilus rubromaculatus là một loài nhện trong họ Pisauridae. Chúng được Tord Tamerlan Teodor Thorell miêu tả năm 1899.